# Кутьковский сельский совет (Харьковская область)
Кутьковский сельский совет — входит в состав 
Двуречанского района Харьковской области
Украины.
Административный центр сельского совета находится в 
селе Кутьковка.

## История
- 1943 — дата образования.

## Населённые пункты совета
- село Кутьковка
- село Довгенькое
- село Касьяновка
- село Лозовая Вторая
- село Лозовая Первая